# Trang phục truyền thống của Séc

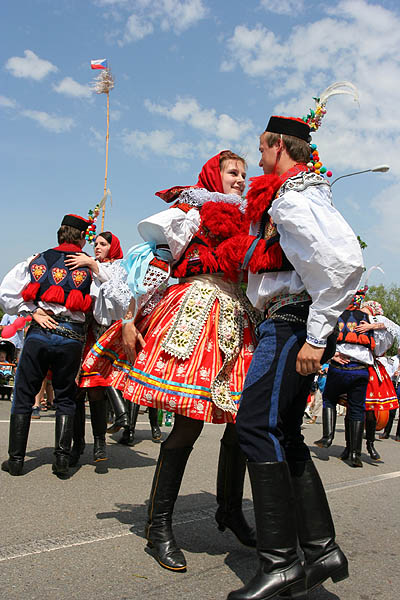
Trang phục dân gian được mặc trong Lễ hội Jízda králů, tổ chức hàng năm tại làng Vlčnov,Moravia, Slovakia

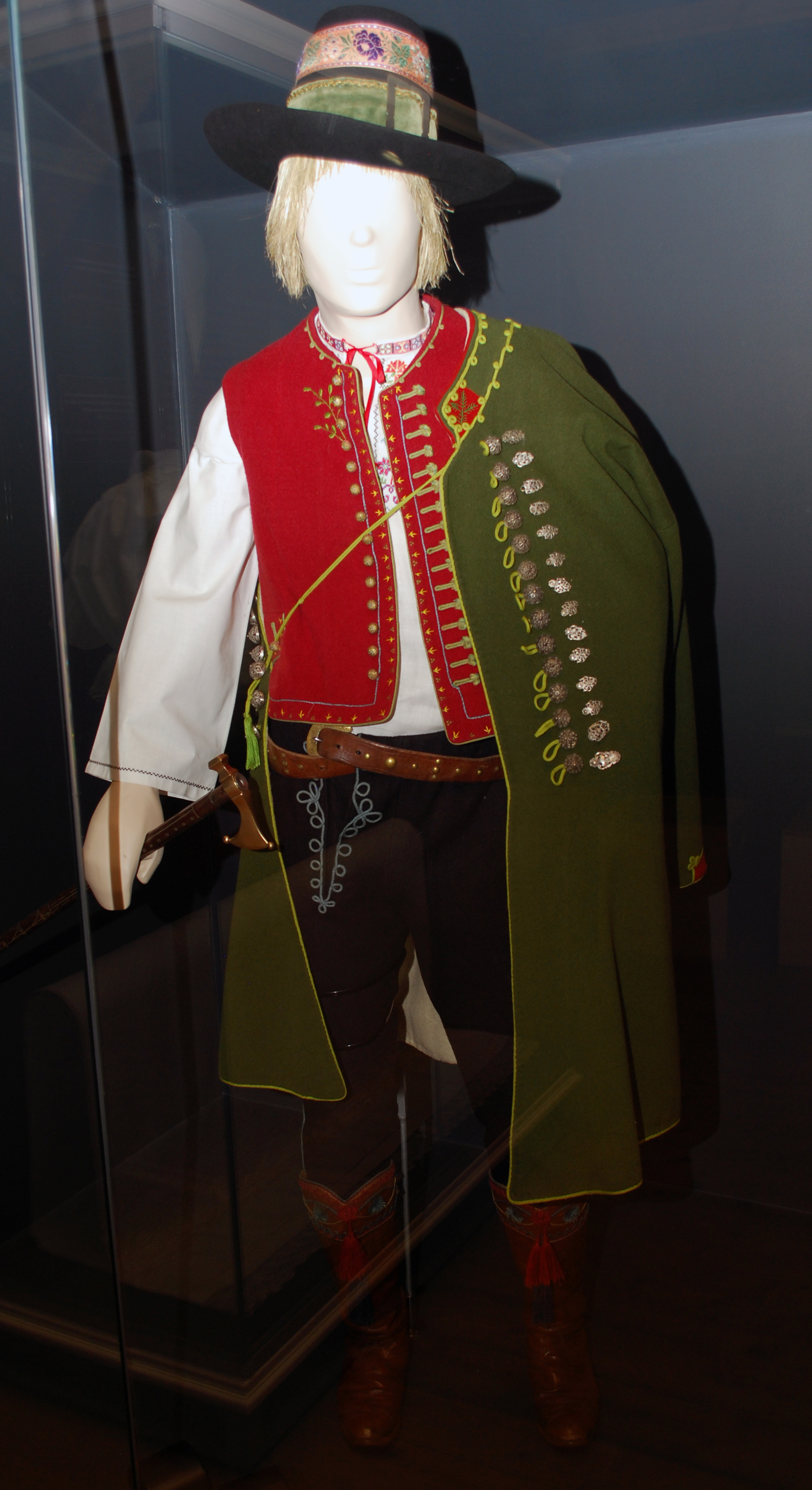
Trang phục của người đàn ông từ vùng Vallachian vào đầu thế kỷ 20.

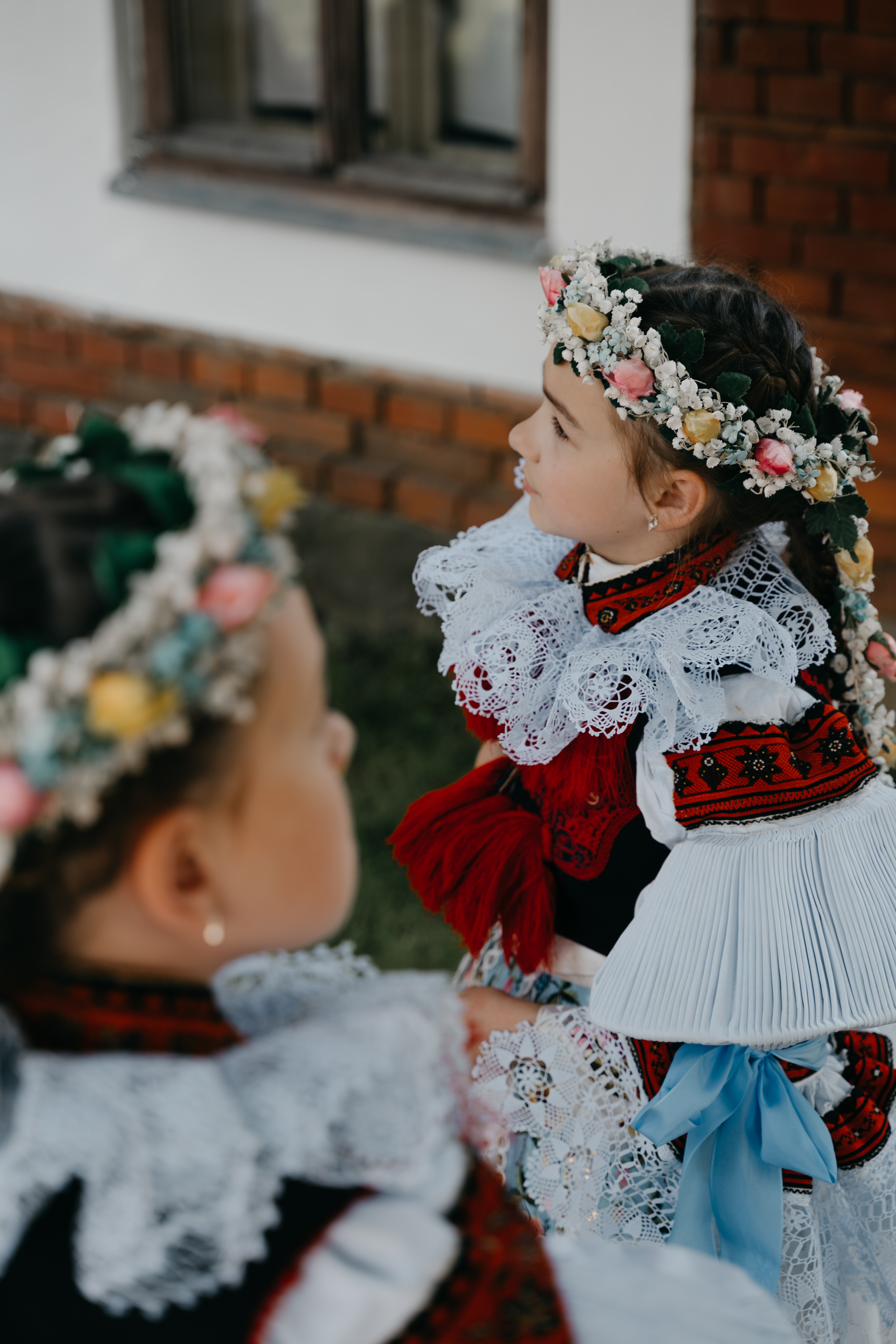
Những cô gái trong trang phục truyền thống của Moravia

Trang phục truyền thống của Séc mang đậm dấu ấn lịch sử của đất nước, có mối quan hệ mật thiết đến văn hóa và lối sống của người dân Séc. 
Trang phục dân gian của Séc gồm hai phong cách: phong cách phương Tây ở Bohemia và trung Moravia, phong cách phương Đông ở Moravia và Silesia. Tựu chung lại, cả hai phong cách trang phục trên đều làm từ chất liệu len và vải lanh xe sợi. Các loại vải này rất thích hợp mặc trong mùa đông giá lạnh. Vào mùa hè, người Séc ưa mặc các loại vải nhẹ như lụa. Trang phục truyền thống của phụ nữ Séc gồm có hai tạp dề, buộc dây đằng trước và đằng sau, và một chiếc áo cánh màu trắng. Đối với nam giới, một bộ trang phục đặc trưng bao gồm quần ống túm dài và áo khoác rộng.

## Lịch sử
Các tài liệu từ thế kỷ 15 có ghi chép lại phong cách, phụ kiện và chất liệu được sử dụng để tạo hình trang phục. Dưới chế độ nông nô, chất liệu có giá trị (như lụa và nhung) bị cấm, và nông dân thường mặc các trang phục giản dị. Đến thế kỷ XVI - thời kỳ phát triển của công nghệ dệt và may, trang phục có nhiều chuyển biến. Ví dụ, quần áo của phụ nữ được thắt lại ở phần thắt lưng. 

## Trang phục đặc trưng từng khu vực

### Bohemia
Người dân của xứ Plze còn mặc các trang phục truyền thống cho đến tận cuối thế kỷ XIX. Phụ nữ thành thị thường mặc nhiều lớp váy mỏng- một đặc điểm dễ phân biệt. Loại vải chính được sử dụng là vải bông. Bộ quần áo được trang trí bằng ruy băng và một chiếc khăn lụa buộc ngang ngực.

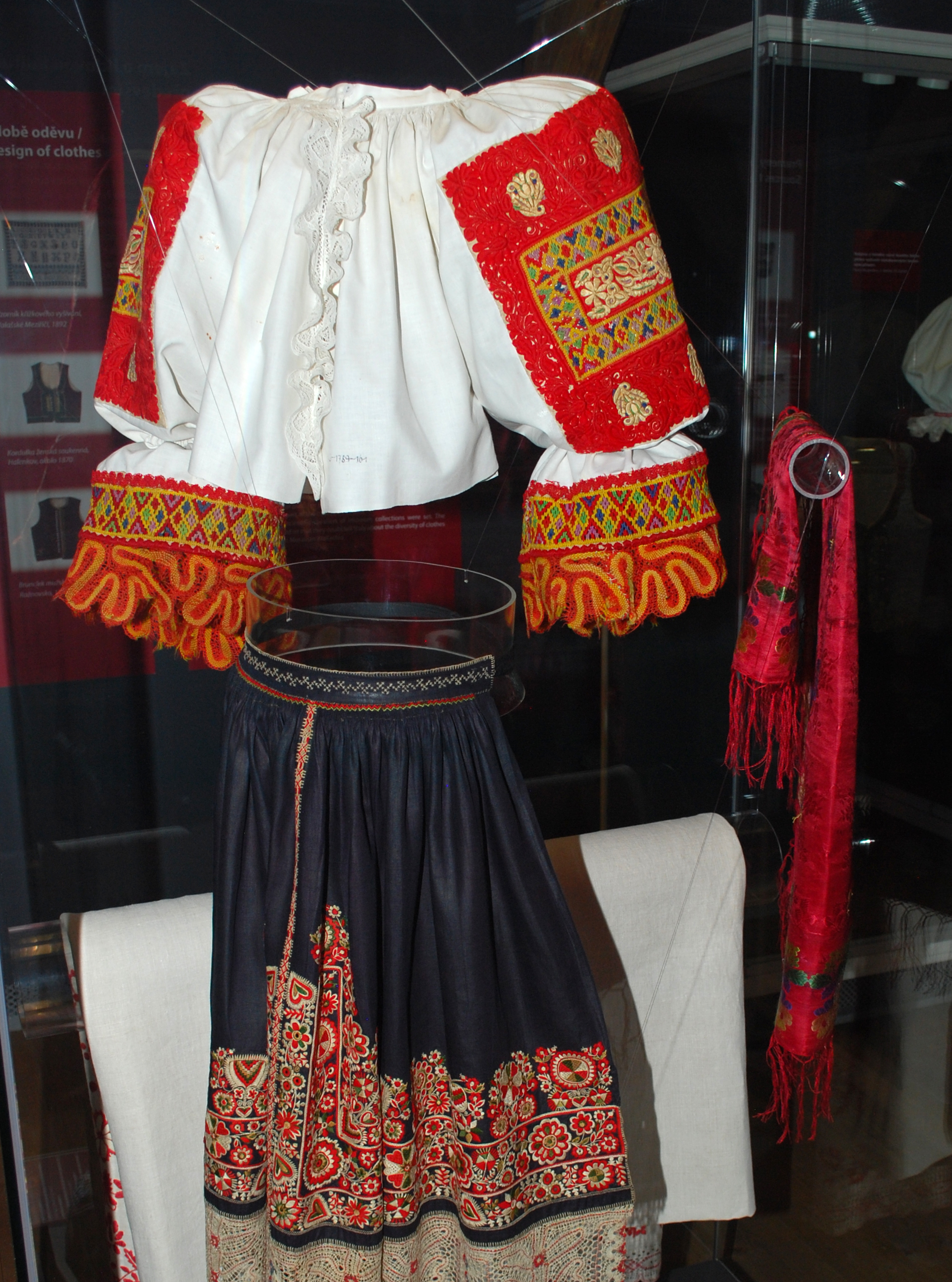
Trang phục của phụ nữ từ vùng Vallachian.

Cách ăn mặc ở vùng Prácheňsko lại khác nhau theo từng thế hệ. Trang phục điển hình cho một cậu thiếu niên sẽ bao gồm một chiếc jacket ngắn, quần ống hẹp và giày cao cổ. Những người đàn ông lớn tuổi mặc áo khoác dài thay vì những chiếc jacket ngắn. Quần áo của phụ nữ cũng có một số khác biệt giữa người già và người trẻ. Người phụ nữ đã kết hôn mặc những chiếc váy dài (ngụ ý về tình trạng hôn nhân của họ), với một chiếc khăn trắng được buộc quanh đầu.

### Cao nguyên Bohemia-Moravia
Người dân vùng Cao nguyên Bohemia-Moravia ăn mặc giản dị hơn. Các chàng trai trẻ mặc áo lót ngắn, và thứ được chau chuốt nhất trong một bộ trang phục nam truyền thống là một chiếc áo khoác lông thú.

### Moravia
Ở Haná, những người lao động thường mặc các trang phục tối màu, đơn giản. Phụ nữ mặc áo dài hoặc váy cạp cao (oplicko) với áo khoác bolero ngắn cổ đứng. Phụ nữ người Haná đội một chiếc khăn màu gọi là uvodnice vào những dịp đặc biệt. Cũng như nhiều khu vực khác của Cộng hòa Séc, áo khoác len màu trắng (thỉnh thoảng màu đen hoặc màu vàng) được ưa chuộng. Đàn ông mặc quần chẽn hẹp (cervenice), làm bằng da màu vàng ở các quận nông thôn gần Brno. Vào những ngày thời tiết mát mẻ, người ta mặc một chiếc áo khoác dài màu trắng. Còn trong ngày thời tiết lạnh giá, người ta mặc một chiếc áo khoác vải sẫm màu. Trong những ngày lễ đặc biệt, người ta mặc những chiếc áo khoác có cổ rộng. Quần áo cao cấp thường có thêu màu vàng, trắng hoặc đen.

### Moravia Slovakia
So với các trang phục truyền thống khác của Séc, quần áo ở vùng cao nguyên Moravia Slovakia rất đơn giản.

## Trang phục dân gian đương đại
Trang phục đương đại ở Cộng hòa Séc không mấy khác biệt so với các nước phương Tây khác. Sự biến chuyển từ trang phục truyền thống sang trang phục hiện đại diễn ra vào nửa sau của thế kỷ 19, trong đó vị trí lãnh thổ có một vai trò quan trọng. Praha là một đô thị với người dân đa quốc tịch khác nhau, do đó thành phố đã chuyển sang trang phục hiện đại sớm hơn các vùng khác của Cộng hòa Séc; cư dân của các làng Bohemia và Moravia nhỏ vẫn mặc trang phục dân gian.
Mặc dù trang phục dân gian truyền thống không còn chỗ đứng trong thời đương đại, nhiều họa sĩ, nhà điêu khắc và nhà văn sử dụng chúng để làm biểu tượng cho lịch sử của Cộng hòa Séc.